# لانگننسلینگن
لانگننسلینگن (به آلمانی: Langenenslingen) یک شهر در آلمان است که در Biberach واقع شده‌است. لانگننسلینگن ۳٬۶۰۸ نفر جمعیت دارد.

## خواهرخوانده
شهر Brzesko خواهرخواندهٔ لانگننسلینگن هست.